# هوانغ جونغ
هوانغ جونغ (بالصينية: 黄勇) (26 مايو 1978 بتشانغتشون في الصين - ) هو لاعب كرة قدم صيني في مركز الوسط. شارك مع منتخب الصين لكرة القدم. أما مع النوادي، فقد لعب مع نادي غويزهو رينهي وBayi Football Team ‏ وTianjin Tianhai F.C. ‏.

## وصلات خارجية
- هوانغ جونغ على موقع قاعدة بيانات كرة القدم.إي يو (الإنجليزية)
- هوانغ جونغ على موقع ناشيونال فوتبول تيمز (الإنجليزية)